# Јаник Бисон
Јаник Денис Бисон (енгл. Yannick Denis Bisson; Монтреал, 16. мај 1969) је канадски филмски и телевизијски глумац и режисер. Међународној публици највише је познат по улози детектива Вилијама Мердока у серији Мердокове мистерије.

## Биографија
Бисон је рођен Монтреал, Квебек у породици мијешаних француско-британских коријена Са родитељима се преселио се у Торонто, Онтарио, као тинејџер и његова глумачка каријера је почела док је још био у средњој школи глумећи као статист у неколико мањих филмова или као глумац. Његов отац, који је примјетио да му је син заинтересован за глуму, охрабривао га је да се пријави на новинске огласе у којима су тражени "дјеца-глумци". Локални медији упоређивали су га са Мајкл Фоксом
Ожењен је са глумицом Шантел Бисон (дјевојачки Крејг) бившом инструкторком фитнеса која тренутно ради као стваралац и писац телевизијског садржаја. Пар се упознао у средњој школи и оженио када је Бисон имао 21 годину. Имају три ћерке: Брајану, Доминику и Микелу.
Шантел је гостовала у двије Бисонове ТВ серије Sue Thomas: F.B.Eye и Мердокове мистерије. Њихова ћерка Брајана је играла "Пени Рентон" у епизоди Мердокове мистерије под насловом Љубав и људски остаци. Доминик Бисон флумила је као "Глорија Аберкромби" у другој сезони Мердокових мистерија у епизоди Змије и мердевине. 
Страствени је колекционар бицикала и ужива у вожњи бициклом кад год има слободног времена. Како би издржавао породицу између својих глумачких улога на почетку своје каријере радио је и као грађевинац. Данас је реновирање старих кућа његов хоби.
Занимљиво је да, иако се глумом бави већ три деценије, Бисон нема диплому ни глумачке академије, али ни средње школе. У филму Young at Heart глумио је заједно са Френком Синатром. Био је то посљедњи Синатрин филм.
То га, међутим, није спречило да још 1995. године заигра уз легендарног Френка Синатру, и то у последњем филму у ком се чувени певач појавио пре смрти. Иначе, када се угасе рефлектори и камере, познати глумац радо засуче рукаве и баци се на свој омиљени хоби — реновирање старих кућа.

## Каријера
Његова прва велика улога била је у СиБиеС-овом филму недеље Hockey Night, заједно са Меган Фоловс и Риком Моранисем. Глумио је у канадској телевизијској серији Learning the Ropes од 1988. до 1989. Од 1994. до 1997. глуми у акционој серији High Tide, са Риком Спрингфилдом у главној улози. Након што је добио главну улогу у СиБиеС-овом филму Nothing Too Good for a Cowboy враћа се из Лос Анђелеса у Ванкувер 1998. Од 2000. до 2004. имао је понављајућу улогу као адвокат Брајан Тедроу у Шоутајмовој драми Soul Food.
Глумио је агента ФБИ Џека Хадсона у ТВ серији Sue Thomas: F.B.Eye и у краткотрајној СиБиеСовој драми Nothing Too Good for a Cowboy.
Појавио се у другој сезони "Falcon Beach", као и у неколико филмова на кабловској телевизији, као што су Crazy for Christmas и I do (but I don't), и у филму Genius на Дизни Ченелу. Бисон је био гостујућа звијезда у ТВ серији Flashpoint. Глумио је у телевизијским филмовима Brothers by Choice и Keshan. Појавио се као Џон у свим досадашњим филмовима о Рокси Хантеру. Појавио се у низу реклама за Канадску империјалну комерцијалну банку. Глумио је у ТВ филму 2001. Loves Music, Loves to Dance према књизи Мери Хигинс Кларк. Дао је глас за лик Фердијеа у дјечијој анимираној серији Maxie's World.
У драмској серији СиБиеС Телевизије Мердокове мистерије има главну улогу глумећи детектива Вилијама Мердока. За редитеља у овој серији дебитовао је у четвртој сезони, тачније у 42. епизоди под насловом "Злочин у Бафалу". Од 30. децембра 2013. године, Бисон је глумио као предшколски учитељ у The Adventures of Napkin Man' на СиБиеС телевизији.
Бисону је, 13. марта 2016, додељена награда по избору гледалаца на Канадској филмској награди 2016. Серија Мердокове мистерије награђена је Златном телевизијском наградом на Канадској филмској награди за најгледанију и најбоље рангирану канадску драму у 2017. и 2018.
Глумио је Мартин Бартел, у емисији Aurora Teagarden Mysteries на Халмарк каналу. У "Three Bedrooms, One Corpse: An Aurora Teagarden Mystery" представљен је као агент ЦИА који долази у град, заљубљује се у Тигарден и касније излази с њом. Бисон је серију напустио 2018.
Добитник је канадске награде АКТРА-е за животно дјело и допринос канадској кинематографији, када је имао само 48 година.
Био је и водитељ ријалити-шоуа Star Racer на Дискавери Канада Ченел.

## Филмографија

### Филм
| Година | Наслов                 | Улога                 | Напомена    |
| ------ | ---------------------- | --------------------- | ----------- |
| 1986   | Toby McTeague          | Тоби                  |             |
| 1986   | My Pet Monster         | Род                   | Видео       |
| 1986   | Where's Pete           | Пит                   | кратки филм |
| 1999   | Velocity Trap          | Френклин Џеј Робинсон |             |
| 2004   | Some Things That Stay  | Др Острум             |             |
| 2008   | Animal 2               | Дилен                 |             |
| 2008   | Nothing Really Matters | Лео                   |             |
| 2010   | Casino Jack            | Оскар Карило          |             |
| 2012   | Your Side of the Bed   | Стив                  |             |
| 2016   | Static                 | Били                  | кратки филм |
| 2016   | Година by the Sea      | Кахун                 |             |
| 2016   | Another WolfCop        | Сваловс               |             |
| 2018   | Hellmington            | Професор Фриборн      |             |
| 2020   | Anything for Jackson   | Рори                  |             |
| 2020   | A Perfect Plan         | Гери                  |             |

### Телевизија
| Година         | Наслов                                                  | Улога                                   | Напомена |
| -------------- | ------------------------------------------------------- | --------------------------------------- | --- |
| 1984           | Hockey Night                                            | Спир Козак                              | ТВ филм |
| 1986           | Brothers by Choice                                      | Скот                                    | ТВ филм |
| 1986–88        | Danger Bay                                              | Лери/Тод                                | 2 епизоде |
| 1987           | First Offender                                          | Џеф                                     | ТВ филм |
| 1987           | Night Heat                                              | Реган                                   | Епизода: "The Kid" |
| 1987           | Maxie's World                                           | Фреди(глас)                             | |
| 1988           | Alfred Hitchcock Presents                               | Тај                                     | Епизода: "Twisted Sisters" |
| 1988           | Learning the Ropes                                      | Марк Рендал                             | Главна улога, 13 епизода |
| 1989           | Pray for Me, Paul Henderson                             | Мајк Стануолис                          | |
| 1989           | Rookies                                                 | Кори                                    | |
| 1989           | Street Legal                                            | Лени Смит                               | Епизода: "Complex Offer" |
| 1991           | Gold: The World's Play                                  | Џони                                    | ТВ филм |
| 1991           | Gold: The Merchants of Venice                           | Џони                                    | ТВ филм |
| 1991           | Gold: The Dynamiters                                    | Џони                                    | ТВ филм |
| 1991           | Gold: Frenchie's Gold                                   | Џони                                    | ТВ филм |
| 1991           | Gold: A Fistful of Gold                                 | Џони                                    | ТВ филм |
| 1991–93        | The Hidden Room                                         | Џон/Глен                                | 2 епизоде |
| 1992           | Тропска врелина                                         | Хари Џуниор                             | Епизода: "Double Fault" |
| 1992           | The Ray Bradbury Theater                                | Роџер(године 18–22)                     | Епизода: "Some Live Like Lazarus" |
| 1992           | Catwalk                                                 | Ник                                     | Епизода: "Here Today" |
| 1993           | Matrix                                                  | Рик Билс                                | Епизода: "Blindside" |
| 1993           | Top Cops                                                | Мајк Шихан                              | Епизода: "Craig Gravel and Jerry Jones/Мајк Sheehan and Stephen Davis" |
| 1994           | The Forget-Me-Not Murders                               | Грег Гејл                               | ТВ филм |
| 1994–97        | High Tide                                               | Џои Берет                               | главна улога, 63 епизода |
| 1995           | Young at Heart                                          | Џои                                     | ТВ филм |
| 1999           | Genius                                                  | Мајк Макгрегор                          | ТВ филм |
| 1999           | Relic Hunter                                            | Ставрос Вордалос                        | Епизода: "Myth of the Maze" |
| 1999–00        | Nothing Too Good for a Cowboy                           | Ричмонд Пи Хобсон Џуниор                | 26 епизода |
| 2000           | The Moving of Sophia Myles                              | Свештеник Јанг                          | ТВ филм |
| 2000–04        | Soul Food                                               | Брајан Тедроу                           | понављајућа улога, 14 епизода |
| 2001           | The Pretender 2001                                      | Агент НСА Едвард Балинџер               | ТВ филм |
| 2001           | Twice in a Lifetime                                     | Џулијан Феншоу                          | Епизода: "Mama Mia" |
| 2001           | Mutant X                                                | Ричард Саундерс                         | Епизода: "Fool for Love" |
| 2001           | Undergrads                                              | Кроугар/Стонер Дејв (глас)              | понављајућа улога, 10 епизода |
| 2001           | Loves Music, Loves to Dance                             | Чарли / Пол Неш                         | ТВ филм |
| 2001           | The Day Reagan Was Shot                                 | Бади Штејн                              | ТВ филм |
| 2002–05        | Sue Thomas: F.B.Eye                                     | Џек Хадсон                              | главна улога, 56 епизода |
| 2003           | See Jane Date                                           | Макс Гарет                              | ТВ филм |
| 2003           | Missing                                                 | Брус Скелер                             | Епизода: "Thin Air" |
| 2003           | Playmakers                                              | полицијски детектив                     | Епизода: "Choice: Part 1" |
| 2004           | I Do                                                    | Џејмс "Џеј" Корина                      | ТВ филм |
| 2005           | Kevin Hill                                              | Оустин Брукс                            | Епизода: "Sacrificial Lambs" |
| 2005           | Crazy for Christmas                                     | Питер Арчер                             | ТВ филм |
| 2006           | The Secrets of Comfort House                            | Картис                                  | ТВ филм |
| 2007           | Falcon Beach                                            | Мајкл Прескот                           | 4 епизода |
| 2007           | The Dresden Files (ТВ серија)                           | Наредник Дарен Мунзер                   | Епизода: "Second City" |
| 2007           | Roxy Hunter and the Mystery of the Moody Ghost          | Џон Стидман                             | ТВ филм |
| 2008           | Roxy Hunter and the Secret of the Shaman                | Џон Стидман                             | ТВ филм |
| 2008           | Roxy Hunter and the Myth of the Mermaid                 | Џон Стидман                             | ТВ филм |
| 2008           | Roxy Hunter and the Horrific Halloween                  | Џон Стидман                             | ТВ филм |
| 2008           | Urban Vermin                                            | безвратни                               | 2 епизода |
| 2008– до данас | Мердокове Мистерије                                     | Детектив Вилијам Мердок                 | главна улога, 221 епизода Продуцент 75 епизода Режирао шест епизода Номинован за Награду Актра за изузетно извођење – ансамбл (2017)                                           |
| 2009           | Too Late to Say Goodbye                                 | Боби Корбин                             | ТВ филм |
| 2010           | Flashpoint                                              | Филип Собл                              | Епизода: "Jumping at Shadows" |
| 2011           | The Listener (ТВ серија)                                | Кејт Шелтон                             | Епизода: "Vanished" |
| 2012           | My Mother's Secret                                      | Денис Кулсон                            | ТВ филм |
| 2012           | Beauty and the Beast (2012. ТВ серија)                  | Алекс Вебстер                           | Епизода: "Pilot" |
| 2012           | Royal Canadian Air Farce                                | Детектив Вилијам Мердок                 | Епизода: "Air Farce New Year's Eve 2012" |
| 2013           | This Hour Has 22 Minutes                                | Јаник Бисон                             | гост-водитељ Сезона: 20; Епизода: 18. |
| 2013–14        | The Adventures of Napkin Man                            | Непкин мен Господин Антони Мистер Њуман | главна улога, 52 епизоде Ко-извршни продуцент 14 епизода Освојио Канадску филмску награду за најбољег водитеља предшколског, дјечијег и омладинског програма или серије (2015) |
| 2014           | Republic of Doyle                                       | детектив Бил Мердок                     | Епизода: "If the Shoe Fits" |
| 2016           | Three Bedrooms, One Corpse: An Aurora Teagarden Mystery | Мартин Бартел                           | ТВ филм |
| 2016           | The Julius House: An Aurora Teagarden Mystery           | Мартин Бартел                           | ТВ филм |
| 2017           | Dead Over Heels: An Aurora Teagarden Mystery            | Мартин Бартел                           | ТВ филм |
| 2017           | A Bundle of Trouble: An Aurora Teagarden Mystery        | Мартин Бартел                           | ТВ филм |
| 2018           | Last Scene Alive: An Aurora Teagarden Mystery           | Мартин Бартел                           | ТВ филм |